# Kostel Jména Panny Marie (Slup)
Kostel Jména Panny Marie je římskokatolický chrám ve Slupi v okrese Znojmo. Jde o farní kostel římskokatolické farnosti Slup. Je chráněn jako kulturní památka České republiky.
Jedná se o pozdně gotickou architektonicky zajímavou stavbu z konce 15. století, snad na starších základech. Byla přestavěna v barokním stylu v 17. století a klasicistně roku 1845. Kostel představuje architektonickou dominantu obce a duchovní centrum okolí, od počátku 17. století se datují poutě k „Panně Marii pod vrbami". Na hlavním oltáři stojí uctívaná mariánská socha z 15. století.
V roce 2009 byla na kostele opravena celá střecha. Báň opravená v roce 2010 zvítězila v soutěži o nejlépe opravenou památku Jihomoravského kraje v roce 2010.